# Franz-Josef Röder

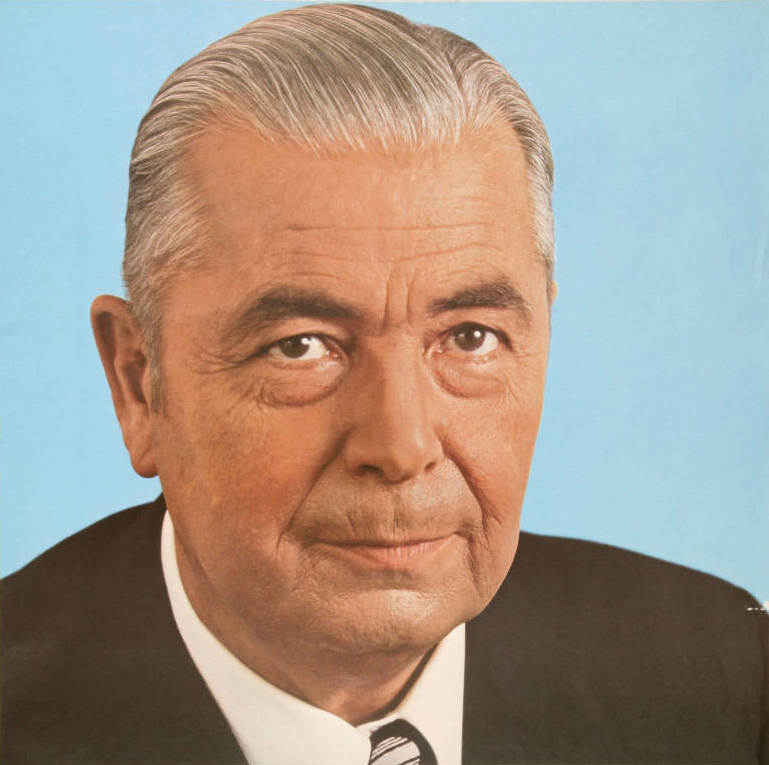
Franz-Josef Röder (1972)

Franz-Josef Röder (bis 1945 Josef Röder) (* 22. Juli 1909 in Merzig; † 26. Juni 1979 in Saarbrücken) war Ministerpräsident des Saarlandes von 1959 bis 1979 und Landesvorsitzender der CDU Saar (1959–1973).

## Leben und Beruf

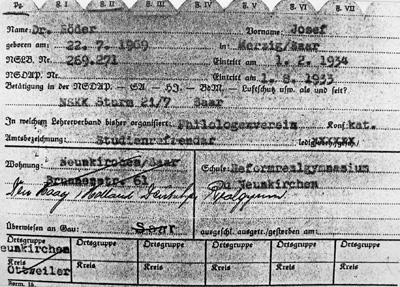
Mitgliedskarte Röders im Nationalsozialistischen Lehrerbund (1934)

Nach dem Abitur, das er 1928 am Humanistischen Gymnasium in St. Wendel abgelegt hat, studierte Röder in Freiburg im Breisgau, Innsbruck und Münster romanische Sprachen und Geographie. Er schloss sein Studium in Münster mit Promotion (1932) und Staatsexamen (1933) ab und trat anschließend in den höheren Schuldienst des Saarlandes ein, der ihn u. a. wiederum an das Gymnasium Wendalinum führte. 1934 wurde er Mitglied im Nationalsozialistischen Lehrerbund. Wegen seiner Nähe zum Katholizismus soll er für den deutschen Auslandsschuldienst zunächst abgelehnt, schließlich aber doch angenommen worden sein.
Von Mitte 1937 bis 1945 war Röder im Auslandsschuldienst für den Deutschen Akademischen Austauschdienst (DAAD) in den (ab 1940 besetzten) Niederlanden als Lehrer an der deutschen Auslandsschule in Den Haag tätig. Als Kollegiumsmitglied hielt er am 31. Januar 1939 bei der aus Anlass der sogenannten Machtergreifung abgehaltenen Schulfeier eine Rede; als „überzeugter Nationalsozialist“ habe er auch anderweitig „mehrere Reden, unter anderem in Scheweningen und in der Aula der Schule“ gehalten und darin „die Erwartungen der Nationalsozialisten, sich als Multiplikator der Ideologie zu betätigen“, erfüllt. Die Germanistin Hildegard Emmel, die ab 1941 ebenfalls an der deutschen Auslandsschule Den Haag unterrichtete, notierte demgegenüber in ihrer 1991 erschienenen Autobiografie über den ehemaligen Kollegen Röder, dass er zu ihrer Zeit der einzige gewesen sei, „der sich zurückhielt“, während die anderen sich „in lächerlicher Weise als forsche Nazis“ aufgespielt hätten. 1944 findet sich Röder in Brummen im Gelderland, wohin die Schule aus Kriegsgründen evakuiert worden war. Im dortigen Kinderlandverschickungs-Lager Klein-Engelsburg führte seine Französisch-Klasse zum Abschluss des Schuljahres den zuvor im Unterricht einstudierten 3. Akt von Molières Le Malade imaginaire „in der Ursprache“ auf. Röder selbst gab dem Publikum („Schüler und Eltern, die Fliegergeschädigten und die Reichsdeutschen aus Brummen“) eine Einführung „in das Werk des grossen französischen Lustspieldichters“.
1940 veröffentlichte er in der Deutschen Zeitung in den Niederlanden unter der Überschrift „Hilferuf an das Reich“ einen Artikel, in dem er unter Bezug auf eine von Philips van Marnix im Jahr 1578 auf dem Reichstag zu Worms gehaltene Rede die Niederlande „in einer geschichtlich entscheidenden Stunde“ mit einem Wort des Reichskommissars für die Niederlande (Arthur Seyß-Inquart) aufforderte, die vom Deutschen Reich „dargereichte Freundeshand anzunehmen“. In seiner Eigenschaft als Leiter des niederländischen Zweigs des DAAD (seit 1940) war Röder u. a. bei dem am 14. November 1942 durchgeführten zweiten „Landtag“ der niederländischen NS-„Studentenfront“ in Utrecht für die deutsche Seite zugegen, gemeinsam mit dem NSDAP-Kreisleiter in Utrecht, Otto Nieschulz (1899–1980), der als Vertreter der Reichsstudentenführung anwesend war, und Ministerialrat Heinrich Schwarz, welcher stellvertretend für Generalkommissar Friedrich Wimmer (1897–1965) gekommen war. Dass die Niederlande bei den (der NS-Propaganda dienenden) Sommerkursen für europäische Studenten in München und Heidelberg ‚keineswegs mit der geringsten Teilnehmerzahl‘ vertreten waren, schreibt das Algemeen Handelsblad 1942 namentlich auch ‚der unermüdlichen Arbeit des Leiters der Niederländischen Abteilung des Deutschen Akademischen Austauschdienstes, Dr. J. Röder‘, zu. Eine Aufstellung Röders vom 17. April 1943 über niederländische Studenten an deutschen Universitäten legte Generalkommissar Wimmer einem Memorandum bei, in dem er Reichskommissar Arthur Seyß-Inquart die Schließung sämtlicher niederländischer Universitäten, ausgenommen die Gemeindeuniversität Amsterdam, nahelegte.
Nach dem Krieg arbeitete er zunächst als Dolmetscher für die Bahn. Ab 1948 war Röder wieder im Schuldienst tätig, zuletzt als Oberstudiendirektor am Realgymnasium in Dillingen/Saar.
Röder war Mitglied der katholischen Studentenverbindung K.D.St.V. Falkenstein zu Freiburg im CV. 1937 heiratete er seine ehemalige Schülerin Magdalene Spieß (1917–2005). Aus der Ehe gingen vier Töchter und ein Sohn hervor.

## Partei

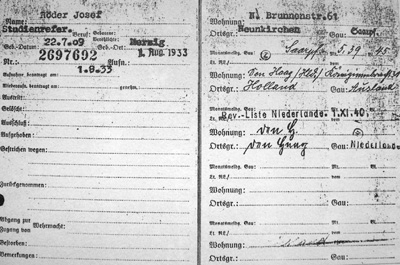
Mitgliedskarte Röders in der NSDAP (1933)

Zum 1. August 1933 trat Röder bei der Ortsgruppe Neunkirchen (Saar) in die NSDAP ein (Mitgliedsnummer 2.697.692). Nach Zulassung der CDU Saar schloss sich Röder ihr 1955 an und war bis 1959 deren Ortsvorsitzender in Dillingen/Saar. Von 1959 bis 1973 war er Landesvorsitzender der Saar-CDU.

## Abgeordneter
Von 1955 bis zu seinem Tod war Röder Abgeordneter im Landtag des Saarlandes. 1956 war er zudem stellvertretendes Mitglied der Parlamentarischen Versammlung des Europarats und in dieser Zeit Sprecher der saarländischen Delegation.
Dem Deutschen Bundestag gehörte Röder vom 4. Januar 1957, als saarländischer Abgeordneter nach dem Beitritt des Saarlandes zur Bundesrepublik Deutschland in den Bundestag entsandt, bis zum Ende der zweiten Legislaturperiode an. Bei der Bundestagswahl 1969 gewann er ein Mandat über die Landesliste, dieses nahm er jedoch nicht an. Sein Nachrücker wurde Franz-Lorenz von Thadden.

## Öffentliche Ämter

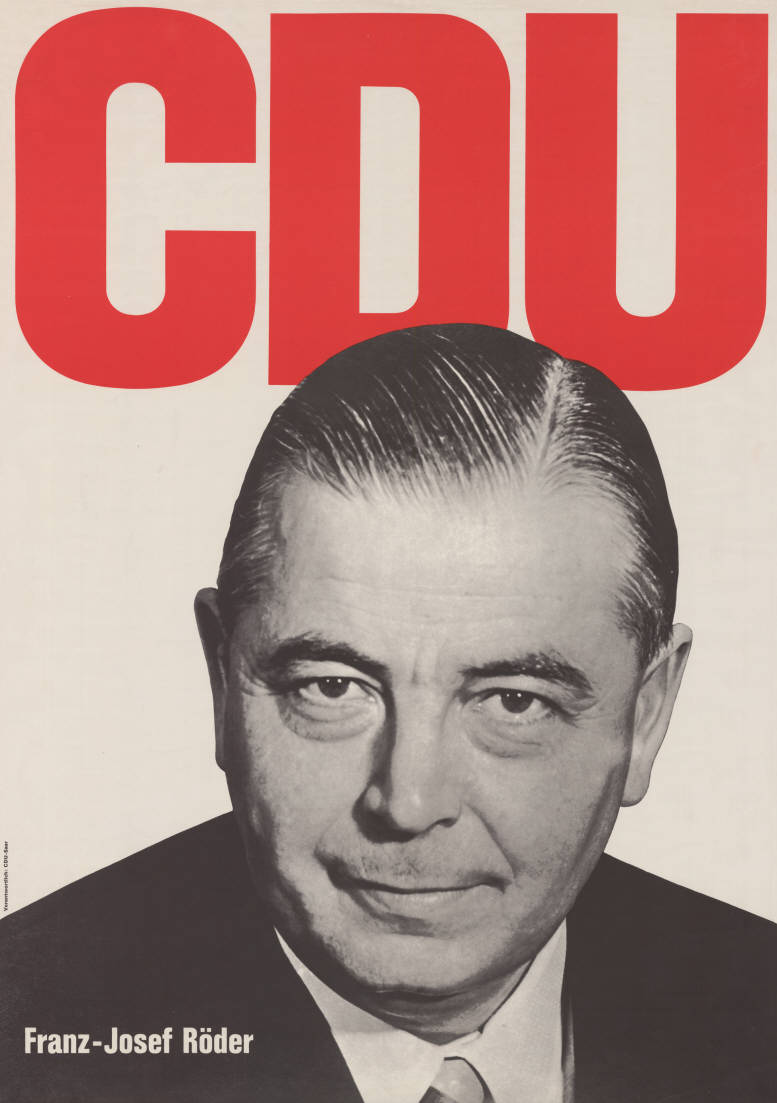
Kandidatenplakat zur Bundestagswahl 1965

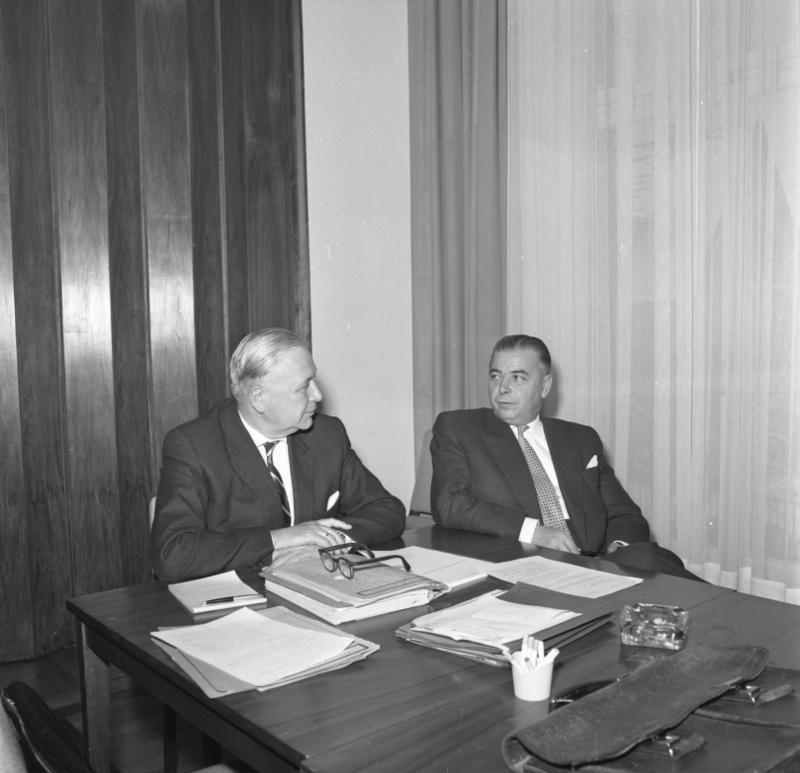
Franz-Josef Röder (rechts), 1961

Dem ersten CDU-Kabinett unter Ministerpräsident Egon Reinert (4. Juni 1957–21. Januar 1959) gehörte Franz-Josef Röder als Minister für Kultus, Unterricht und Volksbildung an. Regierungschef Reinert verunglückte am 23. April 1959 bei einem Autounfall tödlich.
Am 30. April 1959 wurde Röder zum Ministerpräsidenten des Saarlandes gewählt. Nach den Wahlen im Dezember 1960 wurde am 3. Januar 1961 ein neues Koalitionskabinett der CDU mit der FDP/DPS unter Röder gewählt. Ab Juli 1970 bildete er eine CDU-Alleinregierung, nachdem die Christdemokraten bei den Landtagswahlen eine absolute Mehrheit errungen hatten.
Bei den Landtagswahlen 1975 gab es ein Patt zwischen CDU auf der einen Seite und SPD und FDP auf der anderen Seite. Röder regierte zunächst mit einer Minderheitsregierung weiter. Im März 1977 gelang es ihm, eine Koalition mit der FDP/DPS zu bilden, so dass er wieder eine parlamentarische Mehrheit besaß. Die Anzahl der Landtagsabgeordneten wurde in der Verfassung später von 50 auf 51 erhöht, damit eine solche Pattsituation nicht mehr entstehen konnte.
Vom 1. November 1959 bis zum 31. Oktober 1960 und vom 1. November 1969 bis zum 31. Oktober 1970 war er turnusgemäß Bundesratspräsident.
Am 25. Juni 1979 gab Röder bekannt, 1980 nicht mehr als Ministerpräsident kandidieren zu wollen und schlug Werner Zeyer als seinen Nachfolger vor; am folgenden Tag verstarb er, so dass seine Ankündigung wie ein Vermächtnis nachklang. Röder ist der am längsten amtierende Ministerpräsident in der Geschichte des Saarlandes.
Siehe auch: Kabinett Röder I, Kabinett Röder II, Kabinett Röder III, Kabinett Röder IV, Kabinett Röder V, Kabinett Röder VI

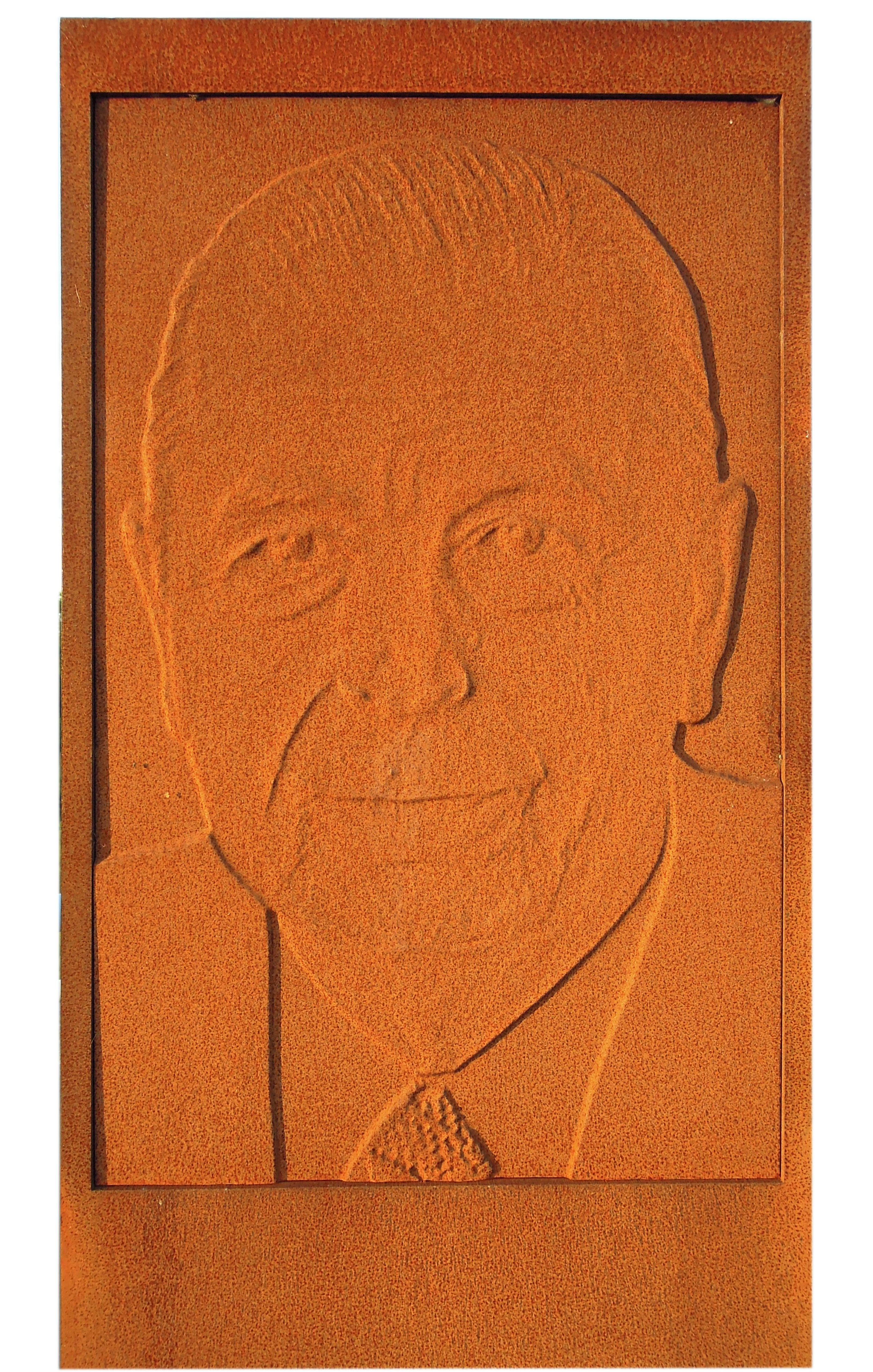
Denkmal an der Saar-Brücke in Dillingen

## Politisches Wirken
Unter Röder spielte die Unterstützung für den Steinkohlenbergbau eine wesentliche Rolle. Es war in der Folge eines der meistdiskutierten Themen im Saarländischen Landtag. Dies hing mit der andauernden Kohlekrise zusammen. Grubenschließungen und eine sehr umstrittene Diversifizierung der Saarbergwerke waren die Folge.
Wirtschaftspolitisch waren vor allem die Infrastrukturmaßnahmen im Land, der Beschluss für den Saar-Pfalz-Kanal und die Modernisierung der Industrie von Bedeutung. In der Kultur- und Bildungspolitik gab es einen Paradigmenwechsel unter dem langjährigen Kultusminister Werner Scherer, der als Kronprinz Röders galt. Die CDU Saar nahm Abschied vom Konfessionsschulenmodell der 1950er Jahre.
Innenpolitisch setzte die Regierung Röder die bisher umfassendste Gebiets- und Verwaltungsreform des Saarlandes in Kraft. Am 1. Januar 1974 traten an die Stelle von 345 selbstständigen Gemeinden 50 saarländische Einheitsgemeinden in fünf Landkreisen und dem Stadtverband Saarbrücken.
Eine wichtige innen- und außenpolitische Rolle spielte Röder bei den Verhandlungen der Regierung Willy Brandt zu den Ostverträgen, als das Saarland zeitweise „Zünglein an der Waage“ im Bundesrat war und zwischen Bonn und Warschau vermittelte.
Röders Nachlass ist im Landesarchiv Saarbrücken überliefert und beinhaltet Materialsammlungen zu den von ihm wahrgenommenen Ämtern.

## Ehrungen – Auszeichnungen
- Die saarländische Stadt Dillingen, in der Röder zehn Jahre lang wohnte, benannte im Juli 2010 eine neue Brücke über die Saar, die die Stadt mit Rehlingen-Siersburg verbindet, offiziell nach Franz-Josef Röder.
- In Saarbrücken wurde die Straße, an der der saarländische Landtag und weitere Landesinstitutionen liegen, nach Franz-Josef Röder benannt. Sie verläuft nahezu parallel zu Stadtautobahn und Saar.

## Kontroversen
Als Franz-Josef Röder als Ministerpräsident des Saarlandes und damals zugleich Präsident des Bundesrats in Bonn, einer Anfang September 1960 in Saarbrücken – unter Teilnahme von Mitgliedern der saarländischen Landesregierung „als Ehrengäste“ – abgehaltenen Versammlung des rechtsradikalen Stahlhelm, bei der auch Franz von Papen zugegen war und der Tod des als Kriegsverbrecher verurteilten Albert Kesselring betrauert wurde, Willkommensgrüße bestellte und einen beim Stahlhelm herrschenden „Geist der Ritterlichkeit“ sowie dessen „Opferbereitschaft und Liebe zum deutschen Volk“ hervorhob, löste er damit auch im Ausland Irritationen aus.
Die NS-Vergangenheit Röders wurde erst zu Beginn des 21. Jahrhunderts historiografisch thematisiert. Seit der Mitte der 2010er Jahre entwickelte sich eine scharfe, z. T. persönlich geführte Debatte um Aussagekraft und Bewertung der bekannten Tatsachen, die auch in den Medien breiter rezipiert wurde.